# Il drago rosso
Il drago rosso (The Mysterious Dr. Fu Manchu) è un film del 1929 diretto da Rowland V. Lee che non venne accreditato nei titoli del film.
È il primo film sonoro basato sul dott. Fu Manchu, personaggio di Sax Rohmer qui interpretato da Warner Oland. Essendo stato prodotto nell'epoca di transizione tra cinema muto e sonoro, negli Stati Uniti fu distribuita anche una versione muta del film.

## Trama
Durante la rivolta dei Boxer, il dottor Fu Manchu salva la vita della piccola Lia Eltham. L'uomo, gentile e benevolo, subirà uno shock quando un reggimento britannico si rende responsabile dell'uccisione di sua moglie e del suo bambino. Fu Manchu giura vendetta e promette di uccidere un ufficiale per ogni goccia di sangue che ha macchiato il sacro arazzo del drago. Ipnotizza Lia che, ormai cresciuta, dovrà essere l'arma della sua vendetta. Sotto l'influenza di Fu Manchu, Lia incontra Jack Petrie, il nipote dell'uomo che il dottor giudica il responsabile della morte della sua famiglia. Il nonno viene assassinato in modo misterioso e Jack e suo padre si recano nella loro casa di campagna. Lì, Fu Manchu uccide anche Petrie padre. Jack riesce ad avvisare Lia dei delitti del suo tutore a cui riusciranno a sfuggire, aiutati dal domestico cinese di Lia.

## Produzione
Il film fu molto liberamente tratto dall'omonima raccolta di racconti The Mystery of Dr. Fu-Manchu (1913) di Sax Rohmer.
Il film fu prodotto dalla Rowland V. Lee Productions per Paramount Famous Lasky Corporation.
Venne girato nei Paramount Studios - 5555 Melrose Avenue, Hollywood

## Distribuzione
Distribuito dalla Paramount Pictures, il film - presentato da Jesse L. Lasky e Adolph Zukor - uscì nelle sale cinematografiche statunitensi il 10 agosto 1929.